# Призрачна ръкоглава скарида
Призрачните ръкоглави скариди (Eubranchipus grubii) са вид хрилоноги от семейство Chirocephalidae.
Таксонът е описан за пръв път от Бенедикт Дибовски през 1860 година.